# Nikos Papanikolopoulos
Nikolaos Papanikolopoulos, detto Nikos (in greco Νικόλαος "Νίκος" Παπανικολόπουλος?; Atene, 21 aprile 1979), è un allenatore di pallacanestro ed ex cestista greco.

## Carriera
Con la Grecia under 26 ha disputato i Giochi del Mediterraneo di Almería 2005.

## Palmarès
- Coppa di Grecia: 1

AEK Atene: 1999-2000
- Coppa Saporta: 1

AEK Atene: 1999-2000